# Amraica asahinai
Amraica asahinai  är en fjärilsart som beskrevs av Hiroshi Inoue, 1964. Amraica asahinai  ingår i släktet Amraica och familjen mätare, Geometridae. Inga underarter finns listade i Catalogue of Life.